# Та-моко

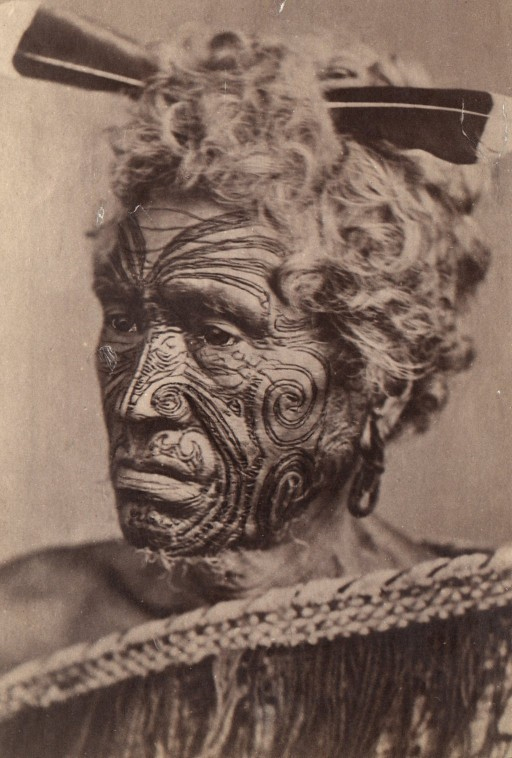
Фотография маори второй половины XIX века

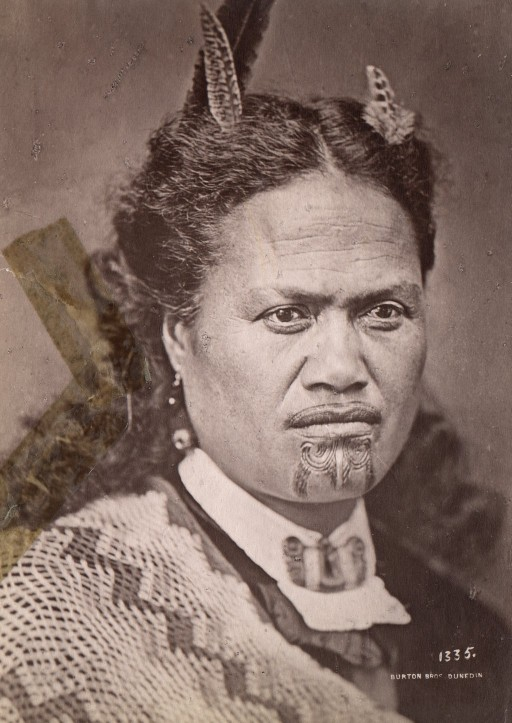
Женщина с моко на подбородке

Та-моко (маори Tā moko, чаще моко) — татуировка тела и лица, традиционная для народа маори. Основное отличие от обычной татуировки заключается в том, что моко наносится на кожу с помощью специального зубила «ухи» (маори uhi), а не посредством игл. В результате кожа теряет свою гладкость, и на ней появляются шрамы. Моко считались «тапу», то есть, священными.
За свою многовековую историю татуировка прошла несколько исторических этапов, от элемента племенной идентификации до символа национального возрождения. Из-за моко в Новой Зеландии началась охота за головами, и к концу XIX века данное искусство почти исчезло, но позже возродилось.
Узоры моко и их расположение несут смысловую нагрузку, они помещают человека в генеалогическое древо своего племени и указывают на его статус.

## Легенды о происхождении моко
Моко многократно упоминаются в песнях и мифах маори. Согласно легендам, изначально вместо моко маори во время военных конфликтов разрисовывали лица углём, позже сделав рисунки перманентными. Обе легенды содержат мотивы испытания и путешествия в мир духов, а обучение искусству татуировки в обоих случаях является даром жителей этого мира.
Легенда о происхождении моко, распространённая на Южном острове, говорит, что некий мужчина Тама-нуи-а-раки, разрисовывавший своё лицо, попросил своих предков, жителей подземного мира (маори Rarohenga), где живут духи умерших, научить его делать линии несмываемыми, так как жена Тама-нуи-а-раки, Рукутиа, сбежала с любовником из-за того, что её муж недостаточно красив. Предки из подземного мира нанесли моко на лицо Тама-нуи-а-раки, после чего он вернулся в семью.
Другая, получившая хождение среди маори Северного острова, повествует о Матаоре и его жене из подземного мира, Нивареке; Матаора избивал Нивареку, и она сбежала к родителям. Матаора отправился в подземный мир, для чего надел лучшие одежды и разрисовал лицо красивыми узорами, однако пока он бежал за женой, пот смыл краску, лицо стало выглядеть грязным, и родственники Нивареки высмеяли Матаору. У жителей подземного мира узоры были вытатуированы и не смывались. Матаора выпросил прощения у Нивареки и уговорил её семью поделиться с ним способом нанесения моко. В это же время Ниварека обучилась традиционному искусству плетения, после чего супружеская пара вернулась в мир людей, принеся им моко и плетение.
Слово «моко», согласно некоторым данным, происходит от имени божества Руаумоко (маори Rūaumoko), нерождённого дитя богов Ранги и Папа. Руаумоко ассоциировался с землетрясениями и вулканами, которые «шрамируют землю».

## Разновидности и использование

Та-моко на спине женщины-маори. Фотография 1935 года

Техника моко и использующиеся инструменты схожи с другими полинезийскими татуировками, хотя и отличаются от самоанских, таитянских, кукских и гавайских: вместо прокалывания кожи гребнеобразным инструментом маори прорезали кожу зубилообразными ухи. Спирали, характерные для моко, также уникальны для Полинезии. Самые древние виды моко были довольно простыми: один из наиболее старинных рисунков представляет собой короткие тройные линии, расположенные в виде сетки (маори moko kuri). Другой простой вид моко — te moko-a-tamatea, две параллельных линии, спускавшихся по щекам. Со временем рисунки усложнились и отдельные линии получили собственные имена (например, три линии ниже бровей назывались нга рефа, ngā rewha).
В отличие от Европы и Америки, где татуировка имела отчётливый сексуальный подтекст (протыкание кожи иглой уподоблялось коитусу), в полинезийских культурах татуировки не несли такого смысла: тату отражало только социальный статус носителя, который мог включать и сексуальную идентичность.
Моко содержит как стандартизированные элементы, так и уникальные. Спирали на скулах указывают на порядок первородства, а также положение родителей в обществе. Особые рисунки, расположенные по линии челюсти Те Пехи Купе позволяют заключить, что он происходил из рода профессиональных резчиков по дереву (как по материнской, так и по отцовской линии).
Узоры моко гендерно-специфичны: полностью татуированное лицо (маори rangi paruhi) — мужская разновидность, а рисунки на подбородке (маори moko kauae) — женская. Моко на лице носили все мужчины маори, кроме рабов; для этого приходилось выщипывать всю бороду, бородатые маори воспринимались как старики, прекратившие следить за собой. К 1860-м годам маори начали носить бороду вслед за европейцами, полностью избавлялись от неё только пожилые. У женщин моко обязательно покрывала губы, подбородок и часть шеи; красивыми считались полностью чёрные губы, губы без татуировок воспринимались как странные или некрасивые. До конца XIX века женщинам украшали верхнюю губу, середину лба, ноздри, позднее стали татуировать только нижнюю губу и подбородок. Кроме этого, женская моко у некоторых племён могла покрывать часть груди, низ живота, бёдра, ягодицы, лобок и талию. Татуировки на гениталиях известны у обоих полов. У нескольких женщин лица были татуированы как у мужчин, хотя в общем это было редкостью; большинство из них принадлежало к южным племенам. Как минимум в одном случае в 1841 году резчик по дереву, создавший скульптурный портрет Девы Марии с Иисусом, украсил традиционной татуировкой лица обоих; вероятно таким образом автор показывал уникальность социального статуса Марии.

## Нанесение

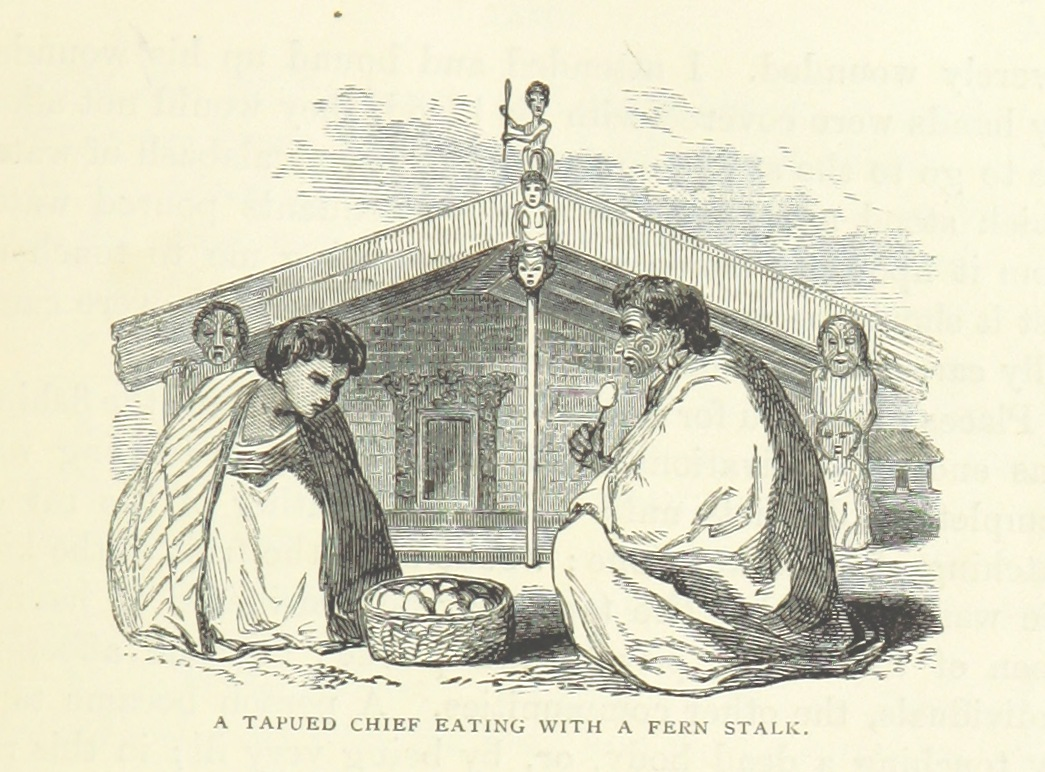
Вождь в состоянии тапу, поедающий пищу с помощью стебля папоротника

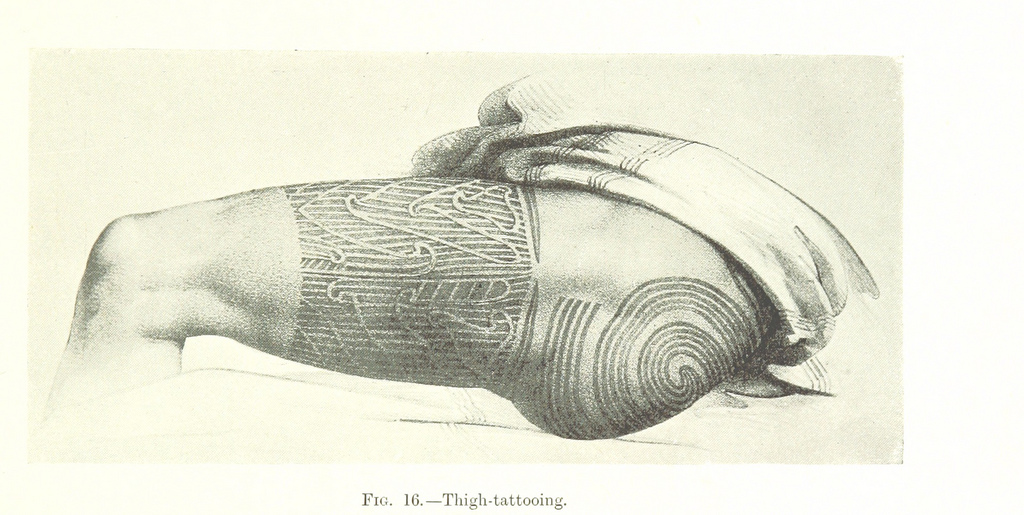
Татуировка на бедре и ягодице

Ввиду крайней сакральности татуирования в большинстве случаев нанесение татуировки проходило в специально построенной для этого хижине, которую по окончании процесса сжигали. Кроме того, наиболее высокопоставленные и находящиеся в статусе тапу люди не имели права делать татуировки: к примеру, женщина-вождь Михи Котукутуку в юности пыталась получить татуировку на губах вместе с остальными девочками племени, но татуировщик отказался выполнять заказ, так как кровь Михи была слишком большим тапу. На лицах жрецов присутствовала лишь небольшая татуировка над правым глазом.
Чтобы моко не растягивалась и не портилась при росте, маори татуировали только взрослых. Рисунок татуировки выбирал татуировщик, но по представлениям маори интеллектуальная собственность на татуировку принадлежит не автору, а носителю. Перед началом татуирования будущий узор наносили на кожу углём, чтобы упростить процесс и позволить татуируемому ознакомиться с узором. При планировании та-моко обязательно учитываются контуры татуируемой части тела, а в рисунок включают мотивы, идентифицирующие носителя и помещающие его в генеалогическое древо племени. Для нанесения рисунка требуется всё время натягивать кожу татуируемого, поэтому обычно у татуировщика был ассистент, зачастую ученик.
Процесс создания татуировки был весьма мучительным и приводил к кровопотере, а затем и опуханию кожи. Моко наносили с помощью инструмента «ухи», представлявшем собой резец с одним или несколькими острыми краями. Ухи окунали в краску, приставляли к коже и ударяли по нему специальной колотушкой, причём раны зачастую были очень глубокими, щёки часто протыкали насквозь. Выступающую на коже кровь стирали колотушкой или намотанной на палец татуировщика полоской новозеландского льна. При нанесении моко вокруг глаз или на крылья носа краску втирали в кожу позже. После татуирования кожа сильно распухала и болела несколько дней. Сложные, большие рисунки требовали многих месяцев или даже лет периодического нанесения. При татуировании исполняли песни (маори whakawai tānga moko), разные для мужчин и женщин.
Недавно татуированному маори было запрещено разговаривать с теми, кто не имел свежих татуировок; есть руками (еду протыкали палочкой или стеблем папоротника и отправляли в рот); прикасаться к себе или позволять кому-либо прикасаться к себе; употреблять рыбу и самостоятельно добывать себе пищу (обычно её приносили рабы). До выздоровления запрещалось смотреть в своё отражение. К ранам прикладывали лекарственные растения: караку, подорожник и другие.

### Инструменты и расходные материалы

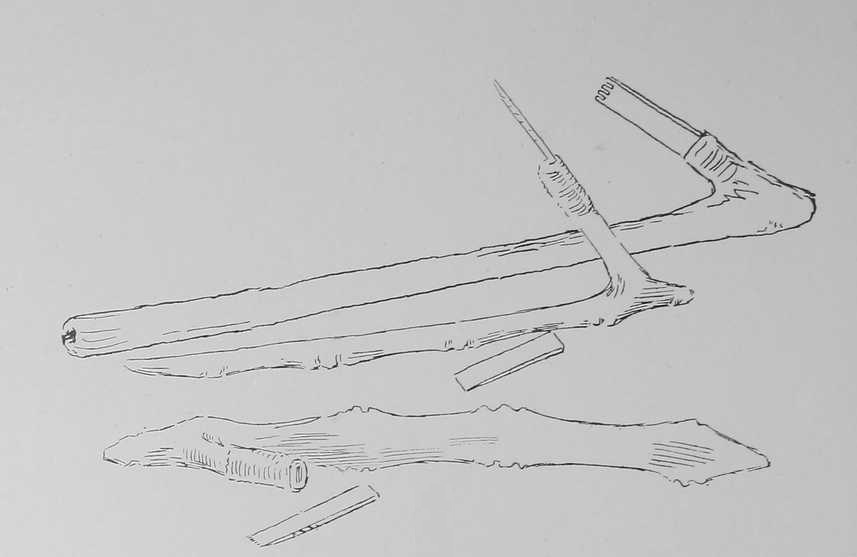
Ухи, инструмент для татуирования

Имеется две разновидности инструмента «ухи»: острая для нанесения ран (маори uhi kōhiti) и плоская для нанесения краски (маори uhi matarau). Кроме того, резцы для работы с лицом отличались от тех, которыми татуировали тело, ввиду разной плотности и толщины кожи. Ухи изготавливали из птичьих костей, реже — акульих зубов, камней или твёрдой древесины. Длина и форма режущего края варьировала в зависимости от того, какой тип линии следовало получить, например, на лице узоры выполняли инструментом с лезвием не шире 2 мм; в среднем ширина составляла около 6 мм.
После появления на островах европейцев маори начали использовать железные инструменты для нанесения моко, так края татуировки получались более ровными, разрезы — более глубокими, а она сама — более детализованной. Маори выменивали железные гвозди ещё у капитана Кука.
Краситель для моко, называющийся нараху или капара, получали из растёртого в порошок угля из древесины упавшего агатиса, вероники или жжёных кордицепсов, разведённого водой до консистенции густой пасты, с добавлением растительного масла или жира, а также лекарственных растений (хинау, Melicytus ramiflorus, кордилины южной, зубровки Hierochloe redolens, паслёна). Сжигание древесины происходило в особой печи. После приготовления пасту скатывали в шарики, заворачивали в шкурки туи или крыс и закапывали в землю, чтобы предотвратить высыхание и выцветание. Для тела использовалась менее чёрная краска на основе кордицепсов, а лицо татуировали иссиня-чёрным пигментом из агатиса; воровство этой древесины считалось достаточным поводом для начала войны. Встречающиеся в нескольких источниках упоминания собачьих экскрементов в качестве одного из ингредиентов следует считать ошибкой.
В XX веке традиционный метод нанесения с использованием ухи уступил место японской технике татуирования ирэдзуми, в которой рисунок не требовал травматичных порезов, а выполнялся иглами. Кроме того, цвет такой татуировки был темнее. В XXI веке самым популярным инструментом для моко является индукционная машинка

### Татуировщики
Татуировщики (мужчины и женщины), называемые «тохунга та-моко» (маори tohunga tā moko), высоко почитались в обществе маори, они много зарабатывали и считались неприкосновенными. Для получения татуировки от известного татуировщика мужчины проходили многие километры, хотя для массового нанесения моко татуировщики приходили сами. Начинающие татуировщики практиковались на тех, у кого не было денег для найма опытного художника; несовершенная моко всё равно считалась лучше, чем полное её отсутствие. Престиж профессии татуировщика позволял даже рабу стать знаменитым и богатым человеком. В качестве оплаты татуировщика кормили деликатесами и дарили дорогие подарки: жадеит (поунаму), плащи из перьев. В конце XIX века маори начали использовать британские фунты, и, согласно записям исследователя Майкла Кинга, в 1890 году средняя стоимость моко составляла 2—3 фунта (304—456 новозеландских долларов в ценах 2006 года).
Одним из самых известных тохунга та-моко был Таме Поата, принявший активное участие в возрождении искусства татуировки с использованием игл в 1930-х.

## История
Татуировка распространена по всей Полинезии, инструменты для её нанесения встречаются уже у доисторической культуры Лапита.
Один из ранних видов моко — хаэхаэ, (маори haehae): на похоронах в перерывах между рыданиями женщины наносили себе раны заострёнными раковинами, в некоторых случаях в эти раны помещали краситель для моко. В архаичный период появились простые татуировки в виде параллельных линий, затем — более сложные бедренные, и, наконец, в классический период искусство татуирования достигло высшей точки.

### Ранние сведения

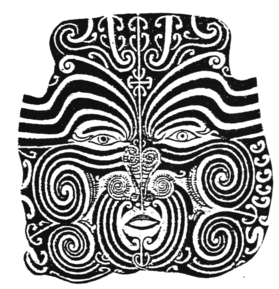
Рисунок собственной татуировки рангатиры Те Пехи Купе

Абель Тасман, первым из европейцев встретивший маори в 1642 году, не упоминает их татуировки, хотя в его записях есть подробное описание их одежды, волос и общего внешнего вида. Первое упоминание моко принадлежит Джеймсу Куку, посетившему Новую Зеландию в 1769 году: он сделал несколько рисунков и описаний татуированных новозеландцев, а также привёз с собой две высушенные татуированные головы. Кук сообщает, что ноги маори до колена покрыты моко, так что кажется, будто они «носят полосатые шорты».
Нескольких пленных европейцев, по их словам, маори татуировали насильно, в частности, Джона Резерфорда (англ. John Rutherford) и Барнета Бёрнса. Позже Резерфорд демонстрировал свои новозеландские лицевые и таитянские татуировки на туловище за деньги, собирая средства на следующее путешествие. По его лицевой татуировке можно сделать вывод, что заявления Джона о том, что он стал вождём маори, ложны; лицевая моко не содержит сведений о племенной принадлежности. Более поздние исследователи заключили, что Резерфорд сам согласился на нанесение татуировки; исследовательница Джунипер Эллис сомневается в принципиальной возможности насильного нанесения традиционной татуировки, предполагая, что путешественники хотели таким образом обезопасить себя по возвращении в Европу.
Христианские миссионеры активно препятствовали практике нанесения традиционных полинезийских татуировок в Новой Зеландии, на Таити, Самоа, во Французской Полинезии, на Гавайях и Тонга, в результате чего моко к концу XIX века стали редкостью. В Европе тем временем появилась мода на фотографии татуированных лиц, и фотографы начали ретушировать изображения, усиливая контраст и подрисовывая узоры на лица фотографируемых. Автопортрет вождя Те Пехи Купе, нарисованный в Лондоне в 1826 году, вызвал такой ажиотаж, что автор после создания первого рисунка провёл две недели, делая копии.
Европейцы иногда использовали моко вместо подписи, имеется несколько документов, на которых вместо подписей маори нарисованы «факсимиле» татуировок, в частности, Договор Вайтанги (1840). В то время как каждая моко на лице имела уникальный рисунок, ягодицы мужчин покрывали две одинаковые спирали. Ричард Тейлор упоминает «татуированные» картофелины, которые один вождь маори посылает другому, имея в виду приглашение на войну против враждебного племени. Головы убитых врагов, на которых не было моко, выбрасывали, тогда как татуированные головы очень ценились: их отделяли от тела и выставляли надетыми на шесты; так же выставляли татуированные головы предков.
Татуированные головы стали предметом оживлённой торговли (они даже упоминаются в романе «Моби Дик»), в основном их меняли на европейские мушкеты. Из-за большого спроса маори начали татуировать и убивать рабов, чтобы продавать их головы, именно так возник термин «моко-мокаи» (татуированные рабы). Хотя в 1831 году колониальные власти Сиднея безуспешно пытались запретить продажу мокомокаи, несколько сотен попали в Европу; их постепенно возвращают в Новую Зеландию и захороняют или отправляют на сохранение в музеи.
С 1840-х годов традиция моко начала угасать, однако после начала земельных войн в 1860-х годах традиционная татуировка испытала подъём, так как она стала важной частью самоидентификации. К примеру, знаменитый воин Нетана Факаари Ракураку, принимавший участие в сражениях с британскими солдатами, в 1921 году говорил: «Можно потерять дом, оружие, жену и другие ценности. Вас могут обокрасть, забрав всё, что вы цените. Но моко с вас нельзя украсть, лишь убийство лишает её». Женские татуировки просуществовали примерно на столетие дольше, так как не ассоциировались с войной. В 1907 году моко были запрещены в Новой Зеландии. 
В начале XX века в Новую Зеландию привезли новую технику татуирования иглами, и к концу 1920-х годов два татуировщика и две татуировщицы ей обучились. С 1930-х объёмы торговли мокомокаи стали сокращаться ввиду боязни маори татуироваться и стать объектом охоты торговцев, однако в связи с тем, что по традиции женщины-маори, живущие в сельской местности, редко покидают её, не трудоустраиваются, занимаясь только домашней работой и делами общины, женскую лицевую татуировку продолжали наносить до 1950-х годов.

### После отмены запрета
В 1962 году Maori Welfare Act отменил действие запрета на традиционные практики, включая татуировки. Моко начала возрождаться в 1970—1980-х годах, сперва в виде рисунков, выполнявшихся обычной машинкой, а затем и полностью, с использованием традиционных инструментов. Первыми наносить та-моко начали члены этнических преступных группировок, позже такие активисты как Таме Ити придали татуировке политическое звучание. При этом исследовательница Нгахуиа Те Авекотуку утверждает, что традиция лицевых татуировок никогда не прерывалась окончательно.
Один из главных мотивов для наносящих современные моко — гордость за своё наследие и принадлежность к маори. Возрождение культурной идентичности маори привёло и к увеличению популярности моко, включая женскую лицевую татуировку. Известны случаи нанесения женской татуировки белым мужчинам, в частности, такую моко носит артист перформанса Рон Эйти.
В отчёте Комиссии по правам человека в Новой Зеландии 2005 года отмечено, что ношение та-моко (в особенности на лице) всё ещё может приводить к проблемам для носящего. Татуировки на лице неоднократно становились причиной отказа в обслуживании, в 2001 году Кей Робин судилась с баром в Гисборне, куда её не пустили из-за запрета на «оскорбительные татуировки и татуировки на лице». Кей выиграла суд, и вторую часть объявления убрали. Советник по расовым вопросам Джорис де Бре сделал заявление, в котором предупреждал владельцев баров, работодателей и прочих собственников о том, что отказывать в обслуживании по причине наличия у клиента моко на любой видимой части тела незаконно.
Современные татуировщики часто получают профессию традиционного резчика по дереву. Многие узоры были сперва созданы для резьбы, а позже начали использоваться в татуировке.

## Изучение
Изучение моко и вообще полинезийской татуировки началось после путешествия капитана Кука, сделавшего множество записей, а также натуралиста и коллекционера Джозефа Бэнкса, отправившегося в путь вместе с Куком. Первый же контакт с маори привёл к смерти одного из местных жителей, Бэнкс описал труп, включая татуировки. Позже находившийся на том же судне иллюстратор Сидней Паркинсон создал первый портрет человека с та-моко и зарисовал ухи.
Важную информацию о моко оставил вождь Те Пехи Купе, много путешествовавший по Новой Зеландии, а затем прибывший в Англию. Он научился рисовать на бумаге и оставил несколько рисунков собственных татуировок и моко родственников с разъяснением отличий. Англичанин Джон Брайт, посетивший Новую Зеландию в 1839 году, писал:

Некоторые татуированы больше, некоторые меньше; судя по всему, они считают эти линии чем-то вроде доспехов; маори наследуют их и получают за поступки.
Оригинальный текст (англ.)Some are more, some less, tattooed, than others; these lines are said to be considered by them as armorial bearings are by us; they inherit them by descent, and acquire them by deeds— Ellis, Juniper. Tattooing the World: Pacific Designs in Print and Skin. — Columbia University Press, 2008. — ISBN 978-0-231-14368-4.
Более ста портретов татуированных маори, включая вождей и знать, были созданы чешским художником Готфридом Линдауэром.
Первая книга, полностью посвящённая моко, — работа коллекционера татуированных голов Горация Робли, вышедшая в 1896 году, до неё подробные сведения о татуировках маори приводил Джордж Лили Крэйк в своей книге «The New Zealanders» 1830 года. Также следует отметить следующие издания: Нгахуи Те Авекотуку «Mau Moko: The World of Māori Tattoo», «Ta Moko: The Art of Maori Tattoo» Дэвида Симмондса и «Moko: Maori tattooing in the 20th century» Майкла Кинга.

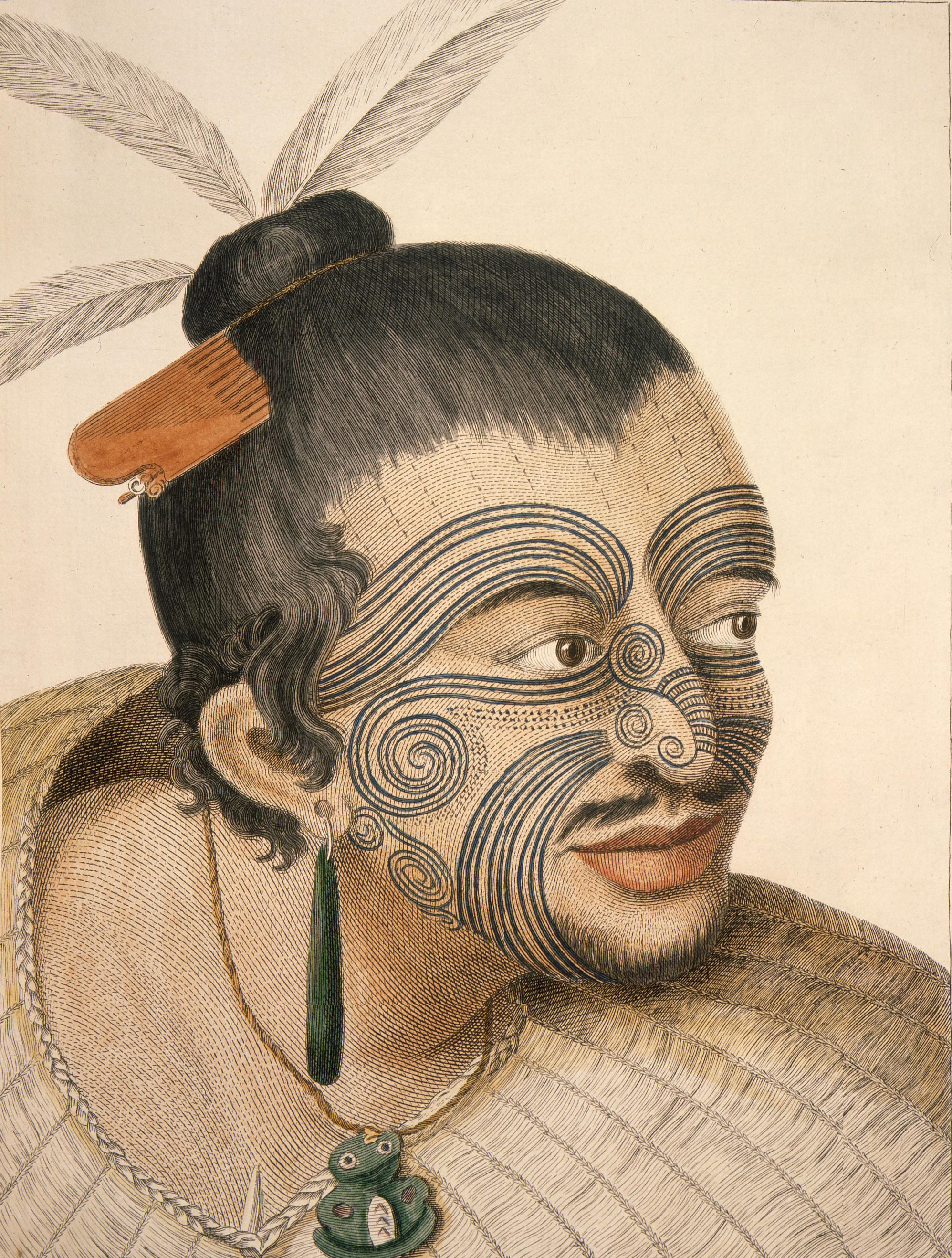
Вождь маори, иллюстрация Сидни Паркинсона[англ.]
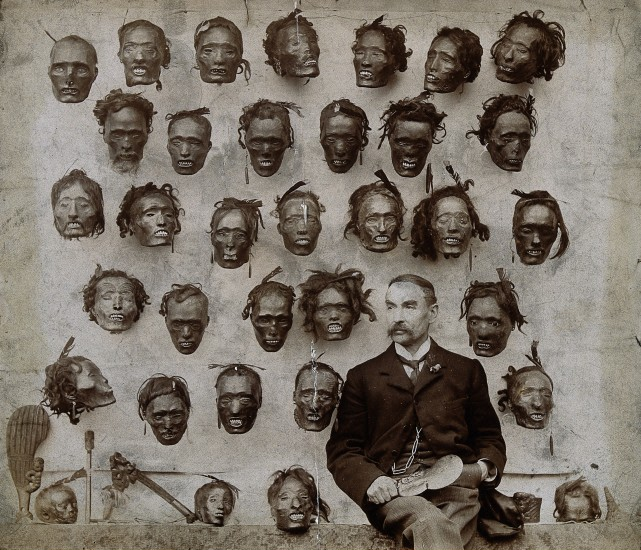
Горацио Робли вместе со своей коллекцией мокомокаи
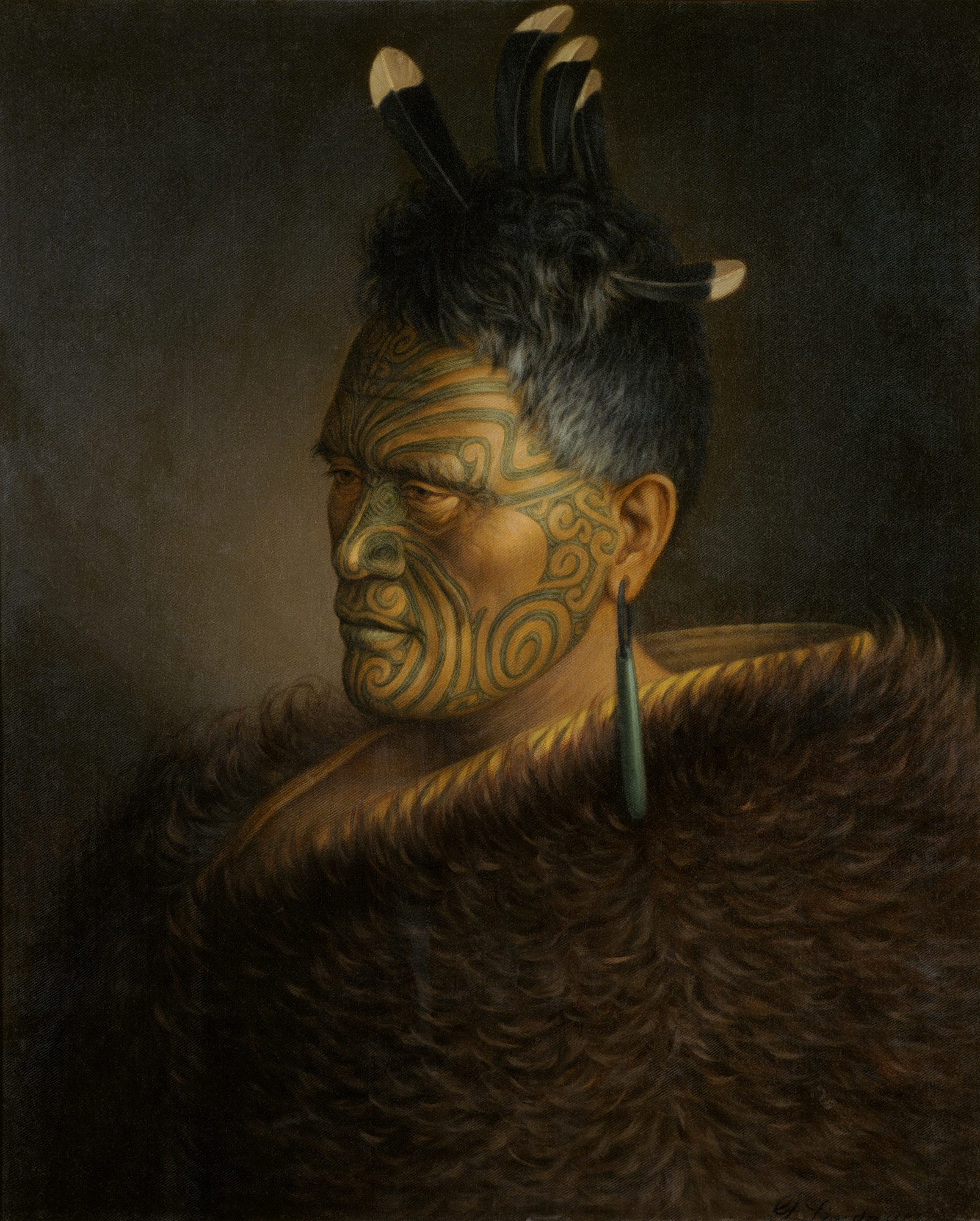
Портрет вождя Тафиао, Готфрид Линдауэр

## В популярной культуре
Темы татуировок маори касался немецкий философ Иммануил Кант. В произведении «Критика способности суждения» он пишет: «Внешний вид можно было сделать более красивым с помощью всевозможных завитушек и легких, но правильных штрихов, как это делают новозеландцы при татуировке, если бы только это был не человек».
Книга 1990 года «Когда-то они были воинами» и её экранизация — одни из самых известных современных произведений, изображающих традиционные лицевые татуировки. Автор романа, Алан Дафф, уделяет много внимания попыткам маори воссоединиться со своими традициями. Он связывает моко с воинственностью и противопоставляет традиционный способ нанесения современному. Татуировки, изображённые в фильме, отличаются от традиционных, к примеру, на щёках располагают всего одну спираль вместо двух, из-за этого из представленных моко невозможно считать сведения о ранге и достижениях носителя.
Моко посвящена одноимённая песня группы Moana & Moahunters (2004).